# Calyptomyrmex tensus
Calyptomyrmex tensus é uma espécie de formiga do gênero Calyptomyrmex, pertencente à subfamília Myrmicinae.